# 비르제-비에트 방법
비르제-비에트 방법(Birge-Vieta method)은  뉴턴 방법과 조립제법을 사용하여 좀더 효율적으로 근사해에 접근하는 근 찾기 알고리즘이다.
함수 f(xn)이나  도함수 f'(xn)에 대해 조립제법으로 구해진 나머지를 이용해서 이를 뉴튼 방법에서 연속대입을 통해 근사해를 찾을수있다.

## 같이 보기
- 할선법
- 이분법

## 참고
- Birge-Vieta method
- 비선형방정식의 근